# ISO 3166-2:ZA
Kódy ISO 3166-2 pro Jihoafrickou republiku identifikují 9 provincií (stav v roce 2020). První část (ZA) je mezinárodní kód pro Jihoafrickou republiku, druhá část sestává ze dvou či tří písmen identifikujících provincii.

## Seznam kódů
```
ZA-EC 
Východní Kapsko
 (Eastern Cape/Oos-Kap, Bisho)
ZA-FS 
Svobodný stát
 (Free State/Vrystaat, 
Bloemfontein
)
ZA-GP 
Gauteng
 (
Johannesburg
)
ZA-LP 
Limpopo
 (Polokwane)
ZA-MP 
Mpumalanga
 (Nelspriut)
ZA-NC 
Severní Kapsko
 (Northern Cape/Noord-Kaap, Kimberley)
ZA-KNL 
KwaZulu-Natal
 (Pietermaritzburg)
ZA-NW 
Severozápadní provincie
 (North-West/Noordwes, Mafikeng)
ZA-WC 
Západní Kapsko
 (Western Cape/Wes-Kaap, 
Kapské Město
)
```